# CB UNIX
Columbus UNIXまたはCB UNIXは、ベル研究所内部

で管理データベースとトランザクション処理

のために利用されたUNIXオペレーティングシステムの一種であり、現在では開発は終了している。
CB UNIXは、オハイオ州コロンバスの支社でV6とV7、PWB Unixをベースに開発された
。
CB UNIXは、社外ではあまり知られていなかった。
CB UNIXは、Research Unixに欠けていて、データベース管理システムに欠かせないと考えられていた
プロセス間通信(IPC)とファイルロック機構を追加するために開発された
。
ベルシステムの運用支援システム製品には、Switching Control Center SystemといったCB UNIXをベースにしたものが存在した。
CB UNIXにおける革新的な機能には、電源異常時の再起動やline descipline、ターミナルタイプ、IPCがある。

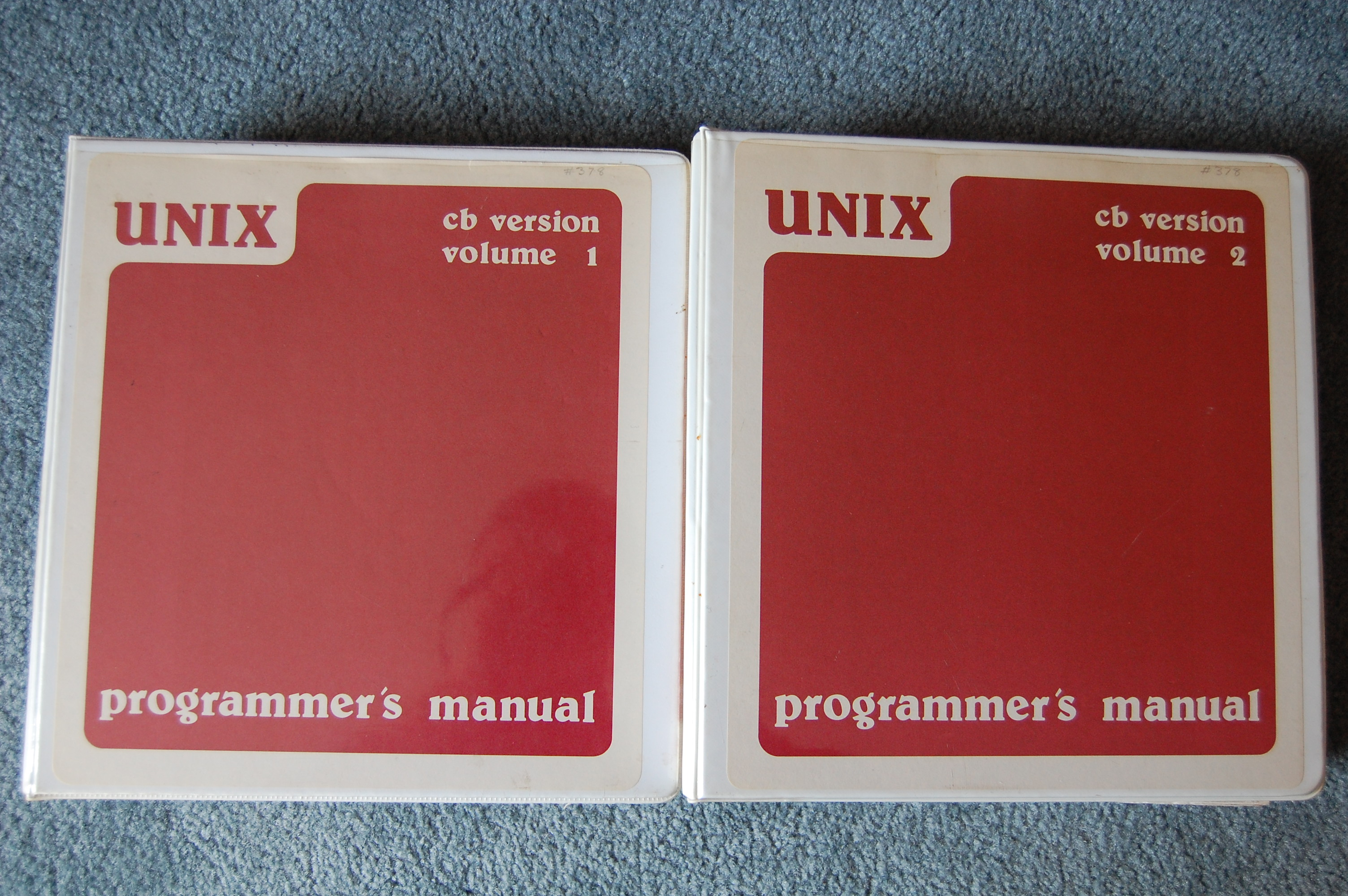
CB UNIXのUNIX Programmers Manual第1巻と第2巻

プロセス間通信機能は、CB UNIXにおいては、メッセージキューとセマフォ、共有メモリーのサポートとして開発された。
これらの機能は、1983年のSystem Vに始まるメインストリームUnixシステムに反映され、現在ではまとめてSystem V IPCと呼ばれている
。